# Мужская сборная Ганы по хоккею на траве
Мужская сборная Ганы по хоккею на траве — мужская сборная по хоккею на траве, представляющая Гану на международной арене. Управляющим органом сборной выступает Ассоциация хоккея на траве Ганы (англ. Ghana Hockey Association).
Сборная занимает (по состоянию на 1 января 2015) 41-е место в рейтинге Международной федерации хоккея на траве (FIH).

## Результаты выступлений

### Чемпионат мира
- 1971—1973 — не участвовали
- 1975 — 12-е место
- 1978—2014 — не участвовали

### Мировая лига
- 2012/13 — 38-45-е место (выбыли в 1-м раунде)
- 2014/15 — ?? место (выбыли в 1-м раунде)

### Всеафриканские игры
- 1987 — 5-е место
- 1991 — 4-е место
- 1995 — не участвовали
- 1999 — 5-е место
- 2003 —

### Чемпионат Африки по хоккею на траве
- 1974 —
- 1983 —
- 1989—1996 — не участвовали
- 2000 — 4-е место
- 2005 —
- 2009 —
- 2013 — не участвовали